# Castillo de Autry-le-Châtel
El Pequeño Castillo de Autry-le-Châtel (en francés: Le Petit Château d'Autry-le-Châtel) es un castillo de finales del siglo XV de Francia, con un jardín botánico-huerto y un arboreto de 2 hectáreas de extensión de propiedad privada, localizado en la comuna de Autry-le-Châtel, en el departamento de Loiret (región de Centro-Val de Loira). El castillo está situado a 2,5 km al sur de la localidad de Autry-le-Châtel, en la región natural del Valle del Loira.
Ha sido objeto de una clasificación a título de Monumento histórico de Francia desde el 6 de enero de 1971.
El castillo está fuera del perímetro de Val de Loire inscrito como Patrimonio de la Humanidad de la UNESCO.

## Historia
Originalmente, este feudo dependía del señorío de Saint-Brisson, en sí un bastión de Sancerre. 
Este castillo es la sede del señorío de "Autry la Ville" que data de finales del siglo XV, es decir, la época del Renacimiento, principalmente a causa de elementos arquitectónicos muy característicos, incluyendo la puerta de entrada a la gran torre. Data de alrededor de la misma época que el castillo de Gien o del castillo de Blancafort y muchas otras casas señoriales de la zona.
En el periodo medieval los castillos fortalezas tenían esencialmente un papel defensivo, permitiendo a todos los residentes poder protegerse de las invasiones pero en la época de su construcción esto se había terminado. Ya no eran castillo fuerte sin ventanas sino que ya eran casas con grandes ventanas que se abren en el día y el foso queda como elemento decorativo. Nos encontramos en el Petit Château partes anteriores de la dicha fortaleza en la bodega del siglo XV que se compone de arcos románicos y ciertas partes remanentes bajo el yeso.
En el siglo XVII, Louis Turpin Crissé, conde de Sanzay se casó con Anne Marie de Coulanges, prima de la marquesa de Sévigné, cuyas cartas a su hija, en particular, son el honor de la literatura francesa. Hizo varios viajes a Autry a visitar a su prima. Encontramos una carta así que explica la mala calidad de las carreteras entre Chatillon sur Loire y Autry después de su llegada en barco por el Loira.
Marie de Rabutin-Chantal, marquesa de Sévigné (1626 – 1696 ) es conocida en la literatura francesa por su correspondencia sabrosa y regular con su hija, la condesa de Grignan. Esta correspondencia duró casi treinta años, a razón de tres o cuatro cartas a la semana.

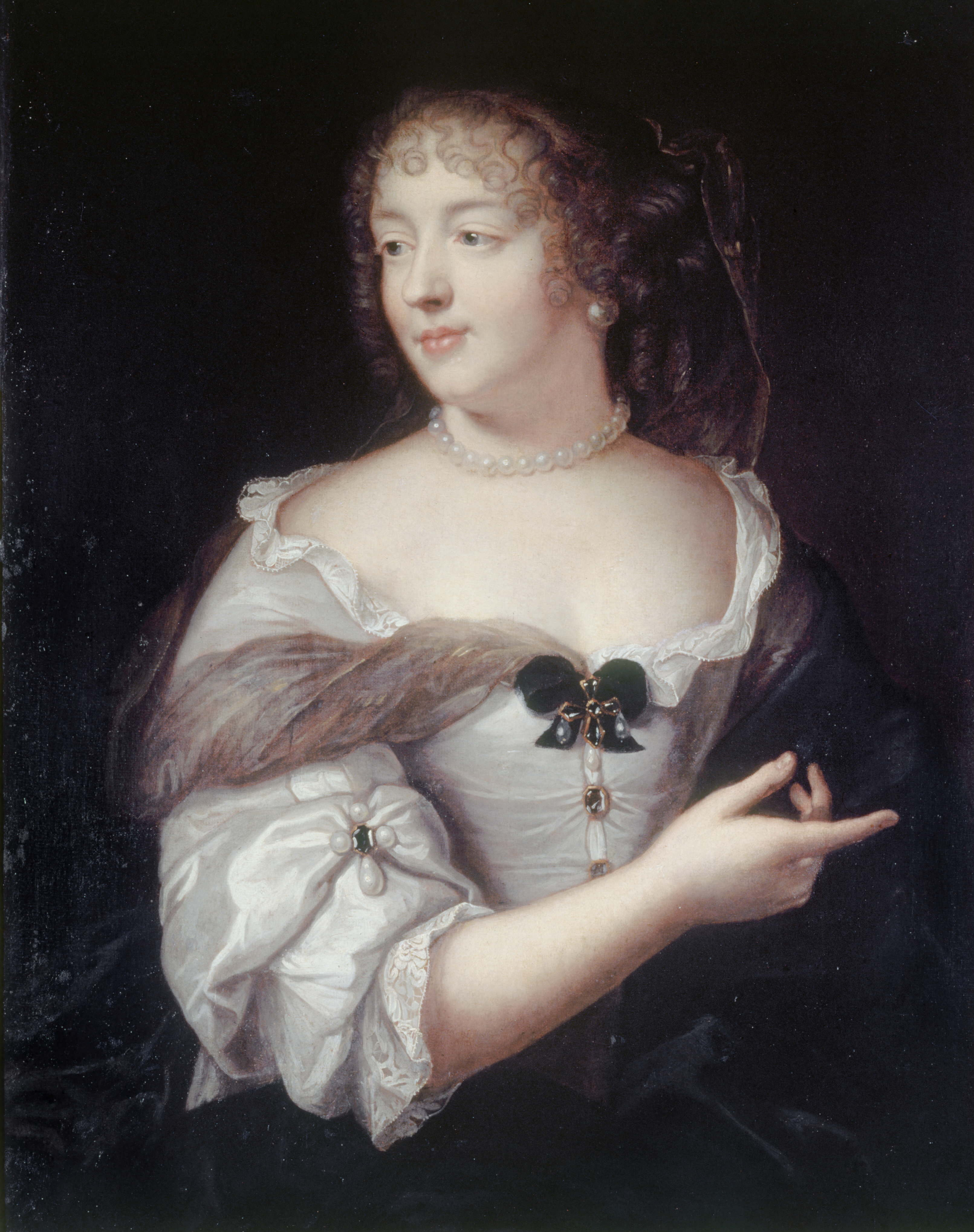
Retrato de la marquesa de Sévigné obra de Claude Lefèbvre.

Durante la revolución del marqués de Saint Brisson, Maximiliano Seguier que se había casado con la señorita de Valmont Le Roy, hija de los señores de Autry, se vino a vivir a Autry donde se sentía más a salvo de un entorno difícil.
En 1823, Madame Robert Colas des Francs adquirió del coronel Séguier las tierras de Autry le Châtel (le Vieux Château) y de Autry-la-Ville (le Petit Château), usando el producto de la venta de la casa de comercio en Orleans de su difunto esposo, especializada en especias y refinado del azúcar del Caribe.
El « Petit Château » está en la misma familia desde entonces. Así pues se trata de una casa privada cuyos habitantes reciben los visitantes en determinados días.
El 10 de abril de 2003, un incendio destruyó la estructura y los dos pisos superiores. El arquitecto Prost, también arquitecto para el museo de Châteauneuf-sur-Loire, ha restaurado todo el conjunto, bajo la supervisión de la arquitectura de « Bâtiments de France »  (edificios de Francia) y con la ayuda de numerosos artesanos.

## Descripción
La planta es muy clásica: el castillo tiene forma rectangular flanqueado al norte y la parte frontal de la mitad de una torre escalera poligonal y al sur, dos torres circulares de ángulos, el del oeste alberga un oratorio del siglo XV.
El patio está limitado por un foso que una vez tuvo agua. Las habitaciones del patio tiene una plaza exterior, mientras que el interior cuenta con una rotonda en el antiguo dispositivo de los palomares tradicionales.
La construcción es en piedra caliza de la región natural del 'Val de Loire'. Los techos están cubiertos de pizarra.
El edificio fue parcialmente destruido por el fuego y luego restaurado.

## El parque y los jardines
Los jardines constan de 1,5 hectáreas de parque ajardinado « à l'anglaise » está situado alrededor del castillo, con estanque y todo encerrado en el bosque. 
Las características del parque, incluyen árboles maduros, con gran abundancia de tilos, robles, hayas, carpes, Acer japonicum.
En el sotobosque se puede observar narcisos, ciclamenes o azafranes según las estaciones del año.
Entre los especímenes vegetales encontramos setos de tejos, y bojes, y trabajo de topiaria en acebos. 
En el huerto hay árboles frutales con albaricoques, níspero, cereza, ciruela, higo, y arbustos de bayas tales como grosellas.
Entre los arbustos, Amelanchier, cornejos, sauces, genistas, abelias, deutzias. 
Entre las plantas perennes tales como aspérulas, Eryngium, Fritillarias, Artemisia absinthium, milenrama, aguileñas, Silene coronaria.
Entre las plantas de flores anuales, capuchinas, linos, caléndulas, cinias o tagetes. 